# Beat Happening
Beat Happening je americká nezávislá rocková skupina, která vznikla roku 1982. Sestavu tvoří Calvin Johnson (kytara,zpěv), Heather Lewis (bicí, kytara,zpěv) a Bret Lunsford (kytara,bicí). Beat Happening byli lídři americké nezávislé rockové scény (indie-rock) a lo-fi hnutí. Byli známí pro jejich (úmyslně) jednoduché nahrávací techniky, pohrdání technickou stránkou hudby a písně s jednoduchým textem. Jednoduché bicí, kytara i zpěv a na obale jejich prvního alba - nakreslená kočka v kosmické raketě! Calvin Johnson je jedním ze zakladatelů nahrávacího studia K Records. Bylo založeno roku 1982 a je klíčové pro americkou nezávislou rockovou scénu.

## Vydaná alba
- 1985 Beat Happening
- 1988 Jamboree
- 1989 Black Candy
- 1991 Dreamy
- 1992 You Turn Me On